# De Wallen

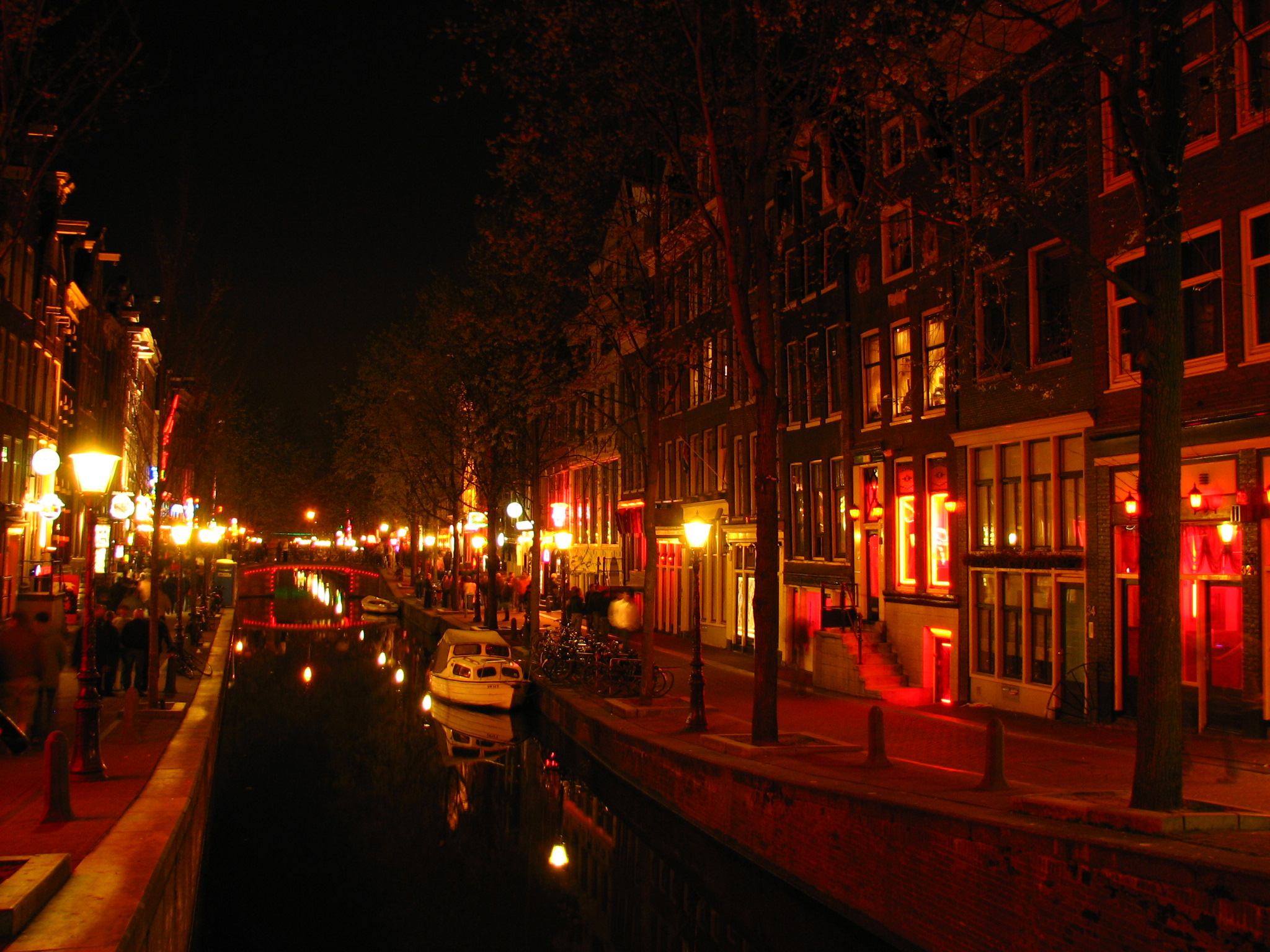
Phố đèn đỏ Amsterdam

De Wallen khu phố đèn đỏ lớn nhất và nổi tiếng nhất ở Amsterdam của Hà Lan và một điểm thu hút du lịch lớn. Nó nằm ở trung tâm của phần lâu đời nhất của Amsterdam, bao gồm nhiều khối phố phía nam của nhà thờ Oude Kerk và có nhiều kênh rạch cắt ngang. De Wallen là một mạng lưới các ngõ hẻm có chứa khoảng 300 cabin một phòng nhỏ thuê của gái mại dâm phục vụ nhu cầu tình dục cho khách từ phía sau một cửa sổ hoặc cửa kính, thường được chiếu sáng với đèn đỏ. Khu vực này cũng có một số các cửa hàng bán đồ tình dục, nhà hát hệ tình dục, một viện bảo tàng tình dục, một viện bảo tàng cần sa, và một số cửa hàng cà phê bán cần sa.
De Wallen, cùng với các khu vực mại dâm Singelgebied và Ruysdaelkade, tạo thành Buurt Rosse (khu đèn đỏ) của Amsterdam. 
Tổng diện tích khu vực là khoảng 6500 mét vuông, giới hạn bởi Niezel ở phía bắc, đê biển / Nieuwmarkt ở phía đông, Jansstraat Sint ở phía nam và Warmoesstraat ở phía tây. Mại dâm diễn ra trong khu vực này trên đường phố sau đây: Barndesteeg, Bethlehemsteeg, Bloedstraat, Boomsteeg (nay đã đóng cửa), Dollebegijnensteeg, Enge Kerksteeg, Goldbergersteeg, Gordijnensteeg, Molensteeg, Monnikenstraat, Oudekerksplein, Oudekennissteeg, Oudezijds Achterburgwal, Oudezijds Voorburgwal, Sint Annendwarsstraat, Sint Annenstraat, Stoofsteeg và Trompettersteeg. 

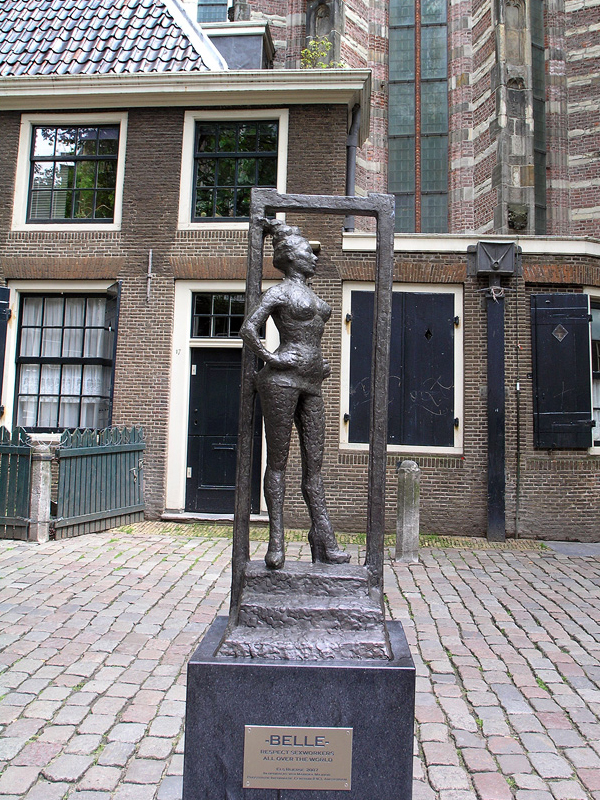
Bức tượng đồng Belle trước Oude Kerk bởi Els Rijerse. Trên bệ tượng khắc dòng chữ "Hãy tôn trọng những người hành nghề mại dâm trên toàn thế giới"

Mại dâm là hợp pháp ở Hà Lan, ngoại trừ tệ nạn mại dâm đường phố, nhưng giấy phép lao động hành nghề mại dâm không được cấp, do đó về mặt pháp lý hành nghề trong lĩnh vực này được giới hạn chủ yếu là để các công dân Liên minh châu Âu. (Một công dân ngoài Liên minh châu Âu có thể làm việc hợp pháp ở Hà Lan mà không có giấy phép lao động trong một số trường hợp, ví dụ, nếu họ là những người phối ngẫu của một công dân địa phương).
Trong khi các dịch vụ y tế và xã hội là có sẵn, người bán dâm không phải trải qua kiểm tra sức khỏe thường xuyên. Chủ sở hữu nhà thổ và các nhà khai thác phòng thường yêu cầu giấy chứng nhận sức khoẻ trước khi sử dụng hoặc cho thuê phòng. 
Để đối phó với tác động tiêu cực, Mariska Majoor, người sáng lập Trung tâm Thông tin Mại dâm đã tổ chức 2 ngày mở trong tháng 2 năm 2006 và tháng 3 năm 2007, cho phép khách đến thăm một số nhà thổ cửa sổ và peep show và thông báo cho họ về các điều kiện làm việc ở đó. Majoor có công trong việc xây dựng đài tưởng niệm đầu tiên dành cho người hành nghề mại dâm. Bức tượng này được dựng trong khu đèn đỏ. Bức tượng đồng nằm ở  Oudekerksplein ở phía trước của Oude Kerk ttrong ngày mở tháng 3 năm 2007 mô tả một người phụ nữ đứng ở ngưỡng cửa. Trên bệ tượng có khắc dòng chữ "Hãy tôn trọng những người hành nghề mại dâm trên toàn thế giới".